# Logudorščina
Logudorska sardinščina je ena od dveh standardnih pisnih sardinščin. Nanjo se pogosto gleda kot na najbolj konzervativen romanski jezik. 
Ortografija logudorščine temelji na govornih narečjih centralne severna Sardinije z nekaj značilnostmi, katerih se ne najde, ali pa v zelo majhni meri, v drugih sardinskih narečjih, zbranih okoli kampidanščine, druge standardne pisne sardinščine. Za italijanske govorce logudorščina ni razumljiva, tako kot nobeno drugo narečje sardinskega jezika. Pogosto se poudarja, da je sardinski jezik avtonomna jezikovna skupina in ne  narečje italijanščine, ker so med njima velike morfološke, sintaktične in slovnične razlike.